# Borek Wielkopolski
Borek Wielkopolski là một thị trấn thuộc huyện Gostyński, tỉnh Wielkopolskie ở trung-tây Ba Lan. Thị trấn có diện tích 7 km². Đến ngày 1 tháng 1 năm 2011, dân số của thị trấn là 2532 người và mật độ 403 người/km².